# A Waif of the Desert (film 1913 Jones)
A Waif of the Desert è un cortometraggio muto del 1913 diretto da Edgar Jones.

## Produzione
Il film fu prodotto dalla Lubin Manufacturing Company.

## Distribuzione
Distribuito dalla General Film Company, il film - un cortometraggio di due bobine - venne distribuito nelle sale USA il 27 novembre 1913.